# Tüsiyetü Khan Gombodorz
Der Tüsiyetü Khan Gombodorz (gestorben 1655) (auch: Gömbodorji, mongolisch Түшээт хан Гомбодорж, reg. 1594–1655) war ein Khan der Khalka-Mongolen, der sich mit dem unaufhaltsamen Aufstieg des Mandschu-Reiches konfrontiert sah.
Gemeinsam mit dem Chechen Khan Soloj schickte er ab 1636 acht weiße Pferde und ein weißes Kamel (die „Neun Weißen“) an den Mandschu-Herrscher Huang Taiji und entrichtete somit einen symbolischen Tribut. Nach der Eroberung Chinas durch die Mandschu wurden 1644 und 1645 durch seine Gesandten große Zahlen an Pferden übergeben, in Erwartung der am Kaiserhof üblichen Gegengeschenke. 
1640 erschien er auf dem großen Fürstentreffen am Imil-Fluss (bzw. im Tarbagatai-Gebiet), auf dem vierundvierzig Fürsten eine gemeinsame Politik festzulegen versuchten. Anwesend waren u. a. der Jasaktu-Khan Suvdaj und die Söhne des Chechen Khan Soloj (beides Khalka), Erdeni Ba'atur Qungtayiji von den Dschungaren, Gushri Khan von den Choschuten und Khu Urluk von den Torguten (alle drei Oirat) sowie Vertreter des Dalai Lama. 
1646 flüchtete ein mongolischer Schwiegersohn des Mandschu-Kaisers mit seinen Leuten zu dem Chechen Khan Soloj, was zum Krieg mit dem Kaiser führte. Die Truppen von Gombodorz (der 20.000 Mann aufgeboten hatte) und Soloj stellten sich den Mandschu entgegen und erlitten eine Niederlage. Trotz des Erfolges hielten die Mandschu aber eine Fortsetzung des Krieges zu diesem Zeitpunkt (die Anhänger der gestürzten Ming-Dynastie gaben sich in China z. B. noch immer nicht geschlagen) für unzweckmäßig, weil sie Schwierigkeiten mit der Logistik hatten. 1648 boten die Khane Frieden an, lehnten aber die Bedingungen der Mandschu (Söhne als Geiseln) ab. Stattdessen tauschte Soloj Gesandte mit dem Zarenreich (1647/8).
Sein Nachfolger wurde 1655 Caqundorji, der sich den Mandschu unterwarf, indem er die gewünschten Geiseln stellte. Von einem wirklichen Anschluss der Khalka ans Mandschu-Reich konnte aber noch bis zu Caqundorjis Niederlage gegen den Dschungaren-Fürsten Khungtaidschi Galdan 1688 und der nachfolgenden Zeremonie in Dolon Nur 1691 keine Rede sein. 